# Route départementale 13 (Finistère)
Pour les articles homonymes, voir Route départementale 13.
La route départementale 13 relie l'agglomération brestoise au Pays des Abers en 15 minutes.

## Tracé deGouesnouàPlouguerneau
- Carrefour giratoire entre D788, D67 et D13 à Gouesnou
- Bourg-Blanc (contournement)
- créneau de dépassement sur 800 mètres
- Carrefour giratoire entre D13 et D59 à Tariec (Tréglonou),  Aber-Benoît
- Carrefour giratoire entre D13 et D28 à Lannilis
- Aber-Wrac'h
- créneau de dépassement sur 800 mètres
- Carrefour giratoire entre D13, D32 et D10 à Plouguerneau

## Antennes de la D 13
- D 113 : cette route départementale est l'ancienne départementale 13 (renommée D 113) entre Plouguerneau et Lannilis avant que la nouvelle route permettant d'éviter la route étroite sinueuse qu'elle est ne soit construite dans les années 1990. Elle fait 6 kilomètres de long.

## Lieux visitables situés à proximité de la route
- Brest
- Pays des Abers
- Le phare de l'Ile Vierge à Plouguerneau